# Takashi Fujii
Takashi Fujii (藤井 貴 Fujii Takashi?, nacido el 28 de abril de 1986 en Aichi) es un exfutbolista japonés. Jugaba de delantero y su último club fue el FC Ryukyu de Japón.

## Trayectoria

### Clubes
| Club                       | País      | Año         |
| -------------------------- | --------- | ----------- |
| Júbilo Iwata               | Japón     | 2005 - 2008 |
| Ehime FC                   | Japón     | 2007        |
| Shizuoka FC                | Japón     | 2009        |
| Shatin SA                  | Hong Kong | 2010        |
| Sun Hei SC                 | Hong Kong | 2010        |
| Unsommet Iwate Hachimantai | Japón     | 2010        |
| AC Nagano Parceiro         | Japón     | 2011 - 2013 |
| Blaublitz Akita            | Japón     | 2014        |
| FC Ryukyu                  | Japón     | 2015        |

## Estadística de carrera

### J. League
| Club            | Año   | J. League | J. League | Copa J. League | Copa J. League | Total | Total |
| Club            | Año   | Part.     | Goles     | Part.          | Goles          | Part. | Goles |
| --------------- | ----- | --------- | --------- | -------------- | -------------- | ----- | ----- |
| Júbilo Iwata    | 2005  | 0         | 0         | 0              | 0              | 0     | 0     |
| Júbilo Iwata    | 2006  | 2         | 0         | 0              | 0              | 2     | 0     |
| Ehime FC        | 2007  | 26        | 0         | -              | -              | 26    | 0     |
| Júbilo Iwata    | 2008  | 0         | 0         | 0              | 0              | 0     | 0     |
| Blaublitz Akita | 2014  | 23        | 3         | -              | -              | 23    | 3     |
| FC Ryukyu       | 2015  | 28        | 2         | -              | -              | 28    | 2     |
| Total           | Total | 79        | 5         | 0              | 0              | 79    | 5     |